# Wilson Lima
Wilson Ferreira de Lima (Ceres, 20 de junio de 1953) es un empresario y político brasileño. Está afiliado al Movimento Democrático Brasileño (MDB). Fue diputado distrital y gobernador interino del Distrito Federal.
Se estableció en el Distrito Federal en 1968, en la localidad de Gama. Allí se hizo empresario del ramo de supermercados.

## Carrera política

### Diputado
Su primera participación política fue en 1990 cuando fue candidato a diputado distrital por el Partido do Solidarismo Libertador (PSL), sin lograr la representación. Idéntica situación se dio en 1994 cuando volvió a ser candidato, esta vez por el Partido da Mobilização Nacional (PMN). En 1998 fue electo por primera vez por el Partido Social Democrático (PSD). Tento ser reelegido el 2002 pero sólo obtuvo una suplencia. Ejerció eventualmente el mandato hasta el 11 de agosto del 2004 cuando asumió el cargo definitivamente en razón de la cesación del diputado Carlos Xavier.

### Presidente de la Cámara Legislativa
En el 2006 fue nuevamente electo como diputado distrital pero el Partido de Reedificação da Ordem Nacional (PRONA), fue el diputado que tuvo la tercera menos votación entre los 24 diputados distritales.
Em medio de la crisis política e institucional que tuvo el gobierno del Distrito Federal por la Operación Caja de Pandora en octubre del 2009, y la renuncia de Leonardo Prudente, entonces presidente de la Cámara Legislativa del Distrito Federal, fue elegido como nuevo presidente de la Cámara el 2 de febrero del 2010.

### Gobernador interino
Aún en crisis, con la prisión preventiva del entonces gobernador del DR José Roberto Arruda, quien formalmente estaba en licencia del cargo, asumió su vicegobernador Paulo Octávio, pero estuvo sólo 12 días en el cargo renunciando el 23 de febrero del 2010. En cumplimiento del artícuilo 93 de la Ley Orgánica local, Wilson Lima asumió interinamente el gobierno del Distrito Federal.
En elección indirecta realizada el 17 de abril del 2010, el abogado Rogério Rosso fue elegido gobernador del Distrito Federal para culminar el mandato permaneciendo menos de un año entre abril del 2010 y enero del 2011 siendo sustituido por el gobernador electo Agnelo Queiroz.